# Marchetaria boulle

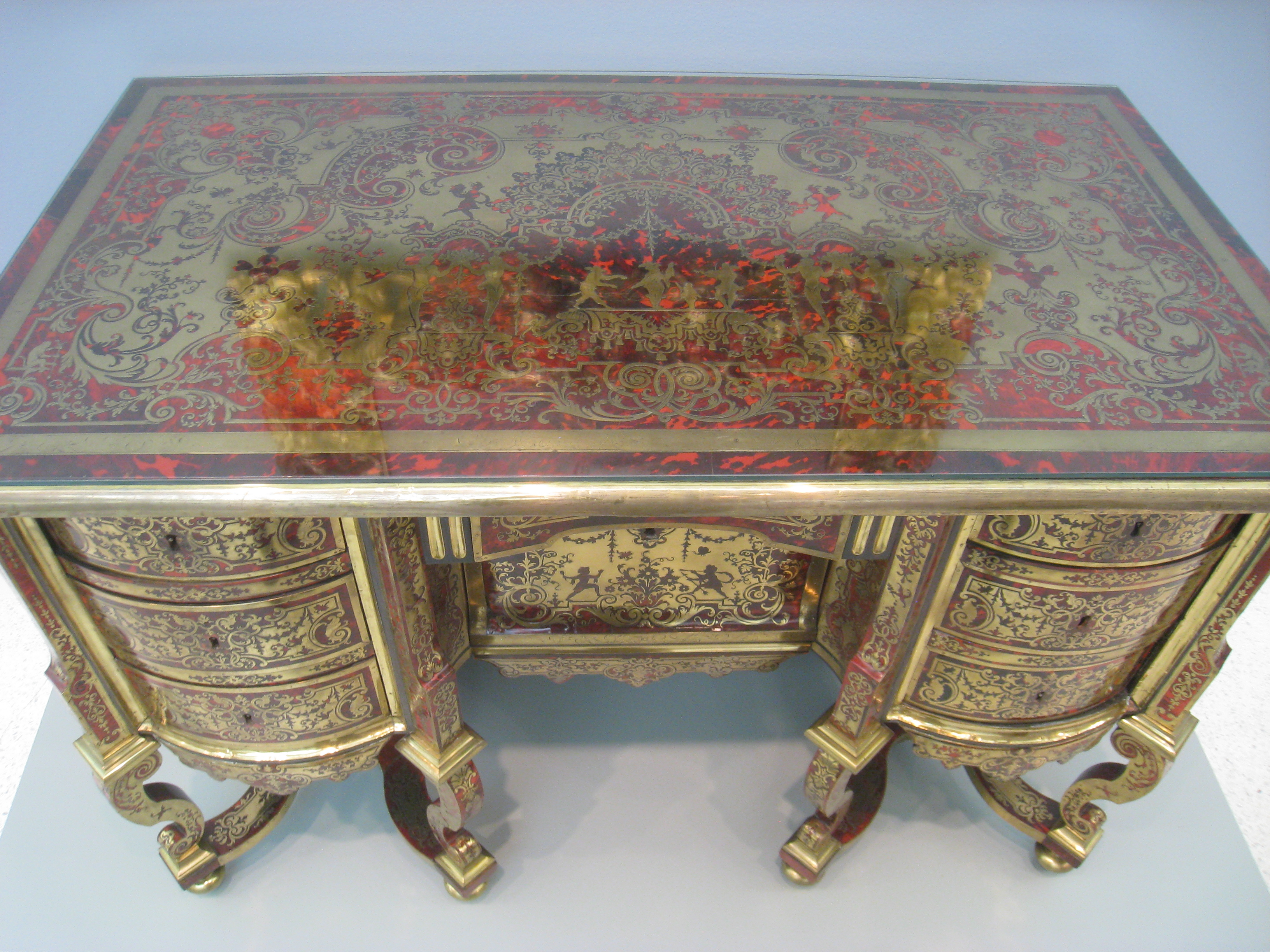
Mesa em marchetaria boulle feita por André-Charles Boulle.

Marchetaria boulle é um tipo de marchetaria, inventado no século XVII por Pierre Golle, fabricante de móveis de França que trabalhou nos anos 1644-1684, mas que tem seu nome derivado de seu maior executor, o marcheteiro André-Charles Boulle, e consistente na incrustação de metal na madeira.

## Características
Nesta marchetaria é incrustado no móvel um  metal folheado dourado (latão ou bronze), sendo o marchetado feito com serra tico-tico, com a seguinte técnica: a folha de metal era sobreposta a outra em casco de tartaruga, sobre a qual era colocado o desenho desejado. Cortando-se uma sobre a outra as peças possuíam um encaixe final perfeito.
As peças assim produzidas eram geralmente feitas em duas, sendo chamadas de première partie e a segunda, feita com o "negativo" da peça original, de contre partie.